# Jean Pierre Étienne Vaucher
Jean Pierre Étienne Vaucher (1763 Ginebra, Suiza - 1841, ibíd.) fue un pastor protestante, algólogo, pteridólogo, y botánico suizo.

## Biografía
Estudia teología en Ginebra y ejerce su pastoría de 1795 a 1821 en la iglesia protestante de Saint-Gervais. Enseña botánica en el jardín de la Sociedad de la física e historia natural del cual es el primer secretario.
Enseña botánica en la academia de 1802 a 1808 y la historia de las religiones en la facultad de teología de 1808 a 1840.

## Obras
Traducidas al castellano
- Historia de los conferves de agua dulce  (1802-1803)
- Monografía de las Colas de caballo (1822)
- Monografía de las Orobancas (1827)

En francés
- Cours d’instruction religieuse Fick, Genf 1804/1807
- Histoire des Conferves d'eau douce, contenant leurs différens modes de reproduction, et la description de leurs principales espèces, suivi de l'histoire des Trémelles et des Ulves d'eau douce. Paschoud, Genf 1803
- Histoire physiologique des plantes d'Europe ou exposition des phénomènes dans leurs diverses périodes de leur développement. Marc Aurel Frères, Paris 1841 (4 vols.)
- Mémoire sur la chute des feuilles. In: Mémoires de la Société de Physique et d'Histoire Naturelle de Genève 1. Jg. (1821/1822), S. 120-136.
- Mémoire sur la sève d'août et sur les divers modes de développement des arbres. In: Mémoires de la Société de physique et d'histoire naturelle de Genève 1. Jg. (1821/1822), pp. 291-308
- Mémoire sur les seiches du lac de Genève. Paschoud, Genf 1805
- Monographie des orobanches. Paschoud, Genf 1822
- Monographie des prêles. Paschoud, Genf 1822
- Un séjour à Paris. 5 carnets de voyages. Bourot, Paris 1782
- Sermon sur l’Ascension 1818-1820.
- Souvenir d'un Pasteur Genevois, ou recueil de sermons Fick, Genf 1842

## Honores

### Eponimia
Género de alga
- Vaucheria DC.

### Fuente
- Benoît Dayrat (2003). Les Botanistes et la Flore de France, trois siècles de découvertes. Publicación científica del Muséum national d’histoire naturelle : 690 pp.